# ヤン・カシュパル

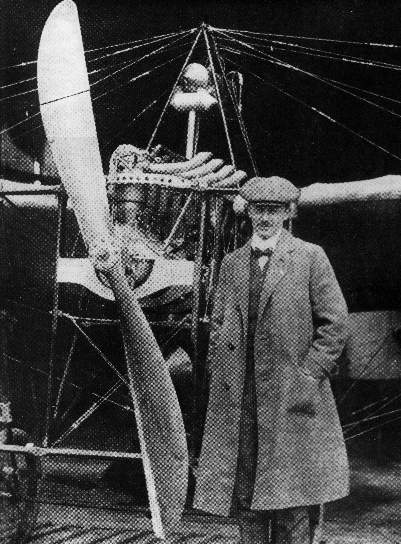
ヤン・カシュパル

ヤン・カシュパル（Jan Kašpar、1883年5月20日 - 1927年3月2日）はチェコの技術者で航空の先駆者である。1911年5月パルドゥビツェからプラハまでのチェコで最初の二都市間飛行を行った。
パルドゥビツェに生まれた。プラハ工科大学で機械工学を学んだ。自動車メーカーのラウリン&クレメントで働いた、同僚のエンジニアとチェコで初の航空機用のエンジンを開発した。その後独立し、いとこのユージン・チハーク(Eugene Čihák)とともに4機の飛行機を製作したが、失敗作であった。
1911年にカシュパルはブレリオから飛行機を購入し、パルドゥビツェの草原で飛行テストを行った。1911年5月13日に、パルドゥビツェからプラハまでの121kmを92分間で飛行し、チェコの航空史を開いた。その他に、同乗者を乗せてムェルニークからプラハのVelká Chuchleまでの41分を飛行した。
1927年に神経症となり、自殺した。